# ایلین گتز
ایلین گتز (به انگلیسی: Ileen Getz) (زاده ۷ اوت ۱۹۶۱- درگذشته ۴ اوت ۲۰۰۵) بازیگر آمریکایی بود.
از فیلم‌های معروف او می‌توان به بازی در فیلم تغییر خطوط اشاره کرد.